# Cavellopsis flexicervica
Cavellopsis flexicervica är en kräftdjursart. Cavellopsis flexicervica ingår i släktet Cavellopsis och familjen Lernaeopodidae. Inga underarter finns listade i Catalogue of Life.